# 三菱重工パワーインダストリー
三菱重工パワーインダストリー株式会社（みつびしじゅうこうパワーインダストリー、英: Mitsubishi Power Industries Co., Ltd.）は、神奈川県横浜市中区に本社を置く三菱重工業グループのエンジニアリング会社。
2014年1月までは三菱重工業の完全子会社であったが、同年2月に株主が三菱日立パワーシステムズ（当時、現・三菱パワー）へと変わった。2015年10月、統合エンジニアリング部門をMHPSエンジニアリング（当時、現・MHIパワーエンジニアリング）へ分割している。

## 沿革
- 1961年（昭和36年）10月 - 菱日重エンジニアリング株式会社として設立。
- 1972年（昭和47年）4月 - 菱日エンジニアリング株式会社に社名変更。
- 1976年（昭和51年）2月 - 環境装置事業部のサービス業を重工環境サービス株式会社（現・三菱重工環境・化学エンジニアリング）に譲渡。
- 1977年（昭和52年）10月 - 自動車に関する事業を日本自動車エンジニアリング株式会社（現・三菱自動車エンジニアリング）に譲渡。
- 1986年（昭和61年）10月 - 相模原事業所に関する事業をMHIさがみハイテック株式会社に譲渡。
- 1990年（平成2年）6月 - 資本金を2億円に増資。
- 2006年（平成18年）4月 - 研究開発、技術情報事業を菱明技研株式会社（現・MHIソリューションテクノロジーズ）に分割承継。
- 2012年（平成24年）4月 - 長菱設計株式会社、高菱エンジニアリング株式会社を合併。三菱重工環境・化学エンジニアリングの一部を分割承継。社名をMHIプラントエンジニアリング株式会社に変更。
- 2013年（平成25年）
  - 4月 - 三菱重工プラント建設株式会社の一部を分割承継。
  - 10月 - 三菱重工業の国内産業用火力発電システム事業を分割承継。長崎事業部の船海部門をMHI船海エンジニアリング株式会社に譲渡。横浜事業部のエンジン事業対応部門をMHIさがみハイテックに譲渡。
- 2014年（平成26年）
  - 2月 - 同月発足した三菱日立パワーシステムズ株式会社（現・三菱パワー株式会社）の子会社となり、三菱日立パワーシステムズエンジニアリング株式会社に社名変更。
  - 10月1日 - バブコック日立（同日付で三菱日立パワーシステムズに吸収合併）の子会社・バブ日立工業株式会社を合併。
- 2015年（平成27年）
  - 4月1日 - 国内産業用火力発電システム事業を親会社の三菱日立パワーシステムズに再移管。
  - 10月1日 - 統合エンジニアリング部門と旧・バブ日立工業部門を会社分割により分離し、統合エンジニアリング部門をMHPSエンジニアリング株式会社（現・MHIパワーエンジニアリング株式会社）へ分割。
- 2016年（平成28年）1月1日 - 社名を三菱日立パワーシステムズインダストリー株式会社に変更。
- 2017年（平成29年）4月1日 - MHPSエンジニアリングより原動機建設事業を承継。
- 2020年（令和2年）9月1日 - 社名を三菱パワーインダストリー株式会社に変更[1]。
- 2021年（令和3年）10月1日 - 社名を三菱重工パワーインダストリー株式会社に変更。
- 2024年（令和6年）5月 - 本社を横浜市中区相生町のKDX横浜関内ビル（旧・JNビル）から同区錦町の三菱重工業横浜製作所内に移転[注 1]。

## 事務所
- 人事総務部（代表）
  - 本社 - 〒231-8715 神奈川県横浜市中区錦町12番地（三菱重工業横浜製作所内）
  - 呉営業所 - 〒737-0029 広島県呉市宝町5番3号
- 営業部門
  - 営業企画戦略室/営業部 - 〒231-8715 神奈川県横浜市中区錦町12番地（三菱重工業横浜製作所内）
  - 中国支社 - 〒737-0029 広島県呉市宝町5番3号
  - 関西支社 - 〒541-0041 大阪府大阪市中央区北浜二丁目5番23号 小寺プラザビル8F
  - 九州支社 - 〒870-0034 大分県大分市都町1丁目2番1号 大分中央通りビル6F

## 事業内容
- 産業用ボイラ・中小型火力発電プラント・地熱発電プラントの基本計画、詳細設計、調達、建設、試運転
- 既設プラントの改造工事、アフターサービス、保全工事
- メカトロ、コンピュータ制御装置の設計製作
- 各種訓練設備・監視計測装置の設計製作

## 労働組合
- 日本基幹産業労働組合連合会に加盟

## その他
- 2009年（平成21年）3月 - 第12回環境コミュニケーション大賞の環境レポート部門優秀賞 受賞 （旧・菱日エンジニアリング）
- 2009年（平成21年）4月 - 横浜型地域貢献企業 認定（旧・菱日エンジニアリング）
- 2012年（平成24年）3月 - かながわ地球環境賞 受賞（旧・菱日エンジニアリング）